# 于济川公馆旧址
于济川公馆，为奉系军阀首领于珍在奉天市的官邸，其旧址位于辽宁省沈阳市沈河区中山路196号。目前，于济川公馆旧址被列为辽宁省文物保护单位进行保护。

## 历史
于济川公馆落成于1932年。建筑落成后即被用为于珍的官邸。中华人民共和国成立后，建筑先后被用于军事政治部第二办公楼、沈阳市爱卫会办公室、红十字会办公楼、民进民盟办公楼。文化大革命期间，大楼建筑被用于军区政治部用卫生所、革委会办公楼。1983年，大楼被沈阳市财政局使用。1985年，大楼改为沈阳市人民代表大会用房。1994年改为辽宁省水康实业总公司。2008年10月27日，于济川公馆旧址被列为沈阳市文物保护单位进行保护。2014年10月17日，于济川公馆旧址被列为辽宁省文物保护单位。

## 建筑
公馆建筑是石砖砌体结构，整体为西式古典风格，地上三层、地下一层。大楼入口门廊、阳台栏杆及西部外立面具有欧式装饰特点。